# Medicamente pentru răceală
Medicamentele pentru răceală sunt medicamente utilizate pentru a trata simptomele răcelii comune și ale afecțiunilor respiratorii superioare, inclusiv tusea. Cu toate acestea, eficacitatea lor este discutabilă, mai ales în cazul copiilor. Este posibil ca unele medicamente pentru tuse să nu fie mai eficiente decât placebo. Codeina, care a fost considerată cândva cel mai bun antitusiv, s-a dovedit ineficientă pentru tusea acută la copii și nu este recomandată pentru aceștia. Alte tratamente pentru tuse, inclusiv antihistaminicele și decongestionantele, nu s-au dovedit, de asemenea, eficiente pentru infecțiile virale ale căilor respiratorii superioare. Nu se recomandă utilizarea acestor medicamente la copiii cu vârsta de șase ani sau mai mici, din cauza îngrijorărilor legate de efectele nocive și a lipsei de dovezi care să arate eficiența lor.

## Eficacitate
Eficacitatea medicamentelor împotriva tusei este discutabilă, în special la copii. O analiză Cochrane din 2014 a concluzionat că "Nu există dovezi bune pentru sau împotriva eficacității medicamentelor OTC în tusea acută". Este posibil ca unele medicamente împotriva tusei să nu fie mai eficiente decât placebo pentru tusea acută la adulți, inclusiv tusea legată de infecțiile tractului respirator superior. Colegiul American al Medicilor de Piept subliniază că medicamentele pentru tuse nu sunt concepute pentru a trata tusea convulsivă, o tuse cauzată de bacterii și care poate dura luni de zile. Nu s-a constatat că medicamentele pentru tuse eliberate fără prescripție medicală sunt eficiente în cazurile de pneumonie. Nu sunt recomandate în cazul celor care suferă de BPOC, bronșită cronică sau răceală comună. Nu există suficiente dovezi pentru a face recomandări pentru cei care tușesc în caz de cancer.